# Saido Berahino
Saido Berahino (Bujumbura, 1993. augusztus 4. –) angol labdarúgó, angol utánpótlás-válogatott támadó.

## Sikerei, díjai
- Anglia U17
  - U17-es labdarúgó-Európa-bajnokság: 2010